# Битва при Леньяно (опера)
Битва при Леньяно (итал. La battaglia di Legnano) — опера Джузеппе Верди в 4 актах на либретто Сальваторе Каммарано. Премьера состоялась 27 января 1849 года в Риме.

## История создания
Верди задумал написать оперу на исторический сюжет осенью 1848 года. Первоначально композитор остановил свой выбор на романе Франческо Гверацци «Осада Флоренции». Однако позже Верди передумал и в качестве основы для оперы выбрал пьесу Жозефа Мери «Битва при Тулузе» (пьеса была довольно популярна в Италии). Историческая канва оперы — победа итальянцев над германскими завоевателями в 1176 году. В сражении при Леньяно войска объединенных ломбардских городов разгромили армию германского императора Фридриха Барбароссы.
Либретто к опере написал Сальваторе Каммарано, с которым Верди позже работал над оперой «Луиза Миллер». В целом Верди устроил текст, написанный Каммарано, однако композитор переработал ряд сцен и, в частности, финальную сцену, в которой погибает Арриго.
Премьера оперы состоялась 27 января 1849 года в Риме. Итальянцы с энтузиазмом встретили оперу Верди, последний акт был исполнен дважды.
«Битвой при Леньяно» завершается цикл ранних героических опер композитора. 

## Действующие лица
| Роль                                                    | Голос         |
| ------------------------------------------------------- | ------------- |
| Фридрих Барбаросса, император Священной римской империи | бас           |
| Роландо, предводитель миланцев                          | баритон       |
| Лида, его жена                                          | сопрано       |
| Арриго                                                  | тенор         |
| Имельда, служанка Лиды                                  | меццо-сопрано |
| Марковальдо                                             | баритон       |
| Оруженосец Арриго                                       | тенор         |
| Герольд                                                 | тенор         |
| Первый консул Милана                                    | бас           |
| Второй консул Милана                                    | бас           |

## Содержание

### I действие. «Воскресший»
Тевтонские рыцари во главе с Фридрихом фон Барбароссой, вторгаются в Ломбардию, сокрушая итальянские войска. На защиту своего отечества встает простой народ. В Милан — царь городов ломбардских — стекаются люди с пением гимна «Славься, Родина». Миланский полководец Роландо узнает в толпе своего друга — веронского рыцаря Арриго, которого все считали погибшим в сражении с германскими рыцарями много лет назад. Арриго рассказывает свою историю. Он был тяжело ранен, попал в плен, был продан в рабство, но сумел бежать. Войска вольных ломбардских городов полны решимости освободить отчизну...
Дворец Роландо. Лида, жена Роландо, вспоминает о родителях, павших от рук завоевателей, о женихе, погибшем в бою. В то трудное время её поддержал миланский рыцарь, женой которого она стала. Её подруга Имельда сообщает, что Арриго вернулся из плена и жаждет встречи с Лидой. Тевтонский рыцарь доктор Марковальдо, захваченный и находящийся у Роландо в плену, уже не в первый раз пытается объясниться в любви жене своего господина. Входят Роландо и Арриго. Юноша, узнав, что Лида — жена его друга, потрясен и теряет сознание. Его оставляют на попечение Марковальдо. Звуки труб возвещают о прибытии гонца: город Комо отказывается от вступления в лигу «свободной Ломбардии», необходимо решительное вмешательство Роландо. Миланский рыцарь должен покинуть жену и друга. Оставшись наедине с Лидой, Арриго обвиняет её в измене.

### II действие. «Барбаросса»
Сенат города Комо. Сенаторы отказываются вступать в союз вольных городов. Арриго и Роландо пытаются убедить совет пламенными речами и призывами к объединению родины. Они предупреждают правителей Комо, что потомки не простят им измены. Появившийся Фридрих фон Барбаросса приказывает жителям города Комо вести свои войска против ломбардцев. Тогда сенаторы принимают решение вступить в борьбу с германскими рыцарями.

### III действие. «Бесчестье»
Подземелье миланского замка. Ночь накануне битвы. Рыцари клянутся сделать все возможное для спасения отчизны. С ними и Арриго. Собрание завершается торжественным гимном в честь свободной Италии.
Лида узнает о том, что юноша на рассвете уходит с войсками. Возможно он так и не поймет, что она любила только его. Имельда соглашается передать записку веронскому рыцарю. Роландо приходит проститься с женой и сыном. Он свято верит, что его ребенок будет расти в свободной Италии. Роландо прощается и с Арриго.
Пленный крестоносец Марковальдо сумел перехватить письмо Лиды и передал его Роландо. Рыцарь бросается в покои Арриго. Там он застает свою жену, пришедшую проститься с возлюбленным. Роландо в гневе запирает изменников в высокой башне. Теперь Арриго не сможет принять участия в битве и навсегда покроет себя позором. С площади доносится пение рыцарей, уходящих на решающее сражение. Юноша выпрыгивает из окна. Чудом оставшись в живых, он присоединяется к ломбардским войскам.

### IV действие. «Смерть за отчизну»
Горожане выходят на площадь и с нетерпением ждут известий с полей Леньяно. Среди них и Лида. Появившиеся консулы сообщают о разгроме тевтонских рыцарей. Битва при Леньяно выиграна. Вносят тяжело раненного Арриго, к которому приближается Роландо. Он понимает благородство друга и прощает его и жену. Храбрый веронец умирает, прославляя свободу Италии. Рыцари и горожане поют гимн в честь победы: их родину ожидает великое будущее.